# 3676 Hahn
3676 Hahn (1984 GA) là một tiểu hành tinh vành đai chính được phát hiện ngày 3 tháng 4 năm 1984 bởi Bowell, E. ở Flagstaff (AM).